# Jarandilla de la Vera (kommunhuvudort)
Jarandilla de la Vera är en kommunhuvudort i Spanien.   Den ligger i provinsen Provincia de Cáceres och regionen Extremadura, i den centrala delen av landet, 170 km väster om huvudstaden Madrid. Jarandilla de la Vera ligger 611 meter över havet och antalet invånare är 3 104.
Terrängen runt Jarandilla de la Vera är varierad. Runt Jarandilla de la Vera är det ganska glesbefolkat, med 32 invånare per kvadratkilometer. Närmaste större samhälle är Talayuela, 16,4 km söder om Jarandilla de la Vera. 